# آرمین هودچیچ
آرمین هودچیچ (انگلیسی: Armin Hodžić؛ زادهٔ ۱۷ نوامبر ۱۹۹۴) بازیکن فوتبال اهل بوسنی و هرزگوین است.
از باشگاه‌هایی که در آن بازی کرده‌است می‌توان به باشگاه فوتبال دینامو زاگرب، باشگاه فوتبال لیورپول، باشگاه فوتبال ژلیزنیچار سارایوو، و تیم ملی فوتبال بوسنی و هرزگوین اشاره کرد.
وی همچنین در تیم‌های ملی فوتبال زیر ۱۷، ۱۹ و ۲۱ سال بوسنی و هرزگوین بازی کرده‌است.